# Pastoral da Juventude Paroquial
A Pastoral da Juventude Paroquial (PAJUPA) tem como sede uma Paróquia da Igreja Católica. É uma das subdivisões da Pastoral da Juventude.
A PAJUPA tem como princípio auxiliar as CEBs - Comunidades Eclesiais de Base (formado especialmente por jovens) ou Grupos de Jovens, sendo um núcleo de apoio a estes grupos. Seu foco é aplicar o método da PJ (Ver; Julgar; Agir; Rever e Celebrar), nos grupos de jovens e mostar a estes jovens, o principal objetivo da Pastoral da Juventude: "A Espiritualidade + a Ação no meio do povo".